# Stefan Uteß
Stefan Uteß, född den 31 oktober 1974 i Demmin, Tyskland, är en tysk kanotist.
Han tog OS-brons på C-2 1000 meter i samband med de olympiska kanottävlingarna 2000 i Sydney.